# كاستلنووفو دي غارفانينا
كاستلنوفو دي جارفانيانا، هي مدينة في مقاطعة لوكا ، توسكانا، وسط إيطاليا. يقع عند التقاء نهري سيرشيو توريت سيكا الأنهار، بالقرب من تقاطع الطرق التي عبر جبال ابيناين وجبال أبوان الألب.
يعتمد الاقتصاد المحلي بشكل أساسي على إنتاج الحبوب والصناعات الكيماوية والنسيجية.

## التاريخ
ورد أول ذكر للمنطقه في وثيقة رسمية تعود إلى القرن الثامن باسم "كاسترو نوفو"(مستوطنة محصنة جديدة).
منذ القرن الثالث عشر كاستلنوفو دي غارفانيانا وضعت كمدينة سوقية نظراً لموقعها القريب من الأنهار التي كانت طرقاً تجارية مهمة. في وقت لاحق، في القرن 14، تطورت تحت ولاية مدينة لوكا.
في عام 1316، تم منح السيطرة على كاستلنووفو دي غارفانيانا إلى كاستروشيو كاستراكاني، الذي بنى جسراً من أجل ضم إلى القلعة إلى القرية.
في بداية القرن الخامس عشر، تمرد سكان كاستلنووفو دي غارفانيانا ضد هيمنة لوكا، ووضعوا أنفسهم تحت حماية عائلة إستنسي فيرارا في عام 1430.وتحت سيطرة است، اكتسبت القرية أهمية من خلال أن تصبح أول مقر ل ثم عن طريق بناء مباني دينية مهيبة مثل الكاتدرائية
في 1512 تم احتلال المدينة من قبل القوات بقيادة فرانشيسكو ماريا الأول ديلا روفر، دوق أوربينو، وبعد بضع سنوات تم احتلت من قبل جمهورية فلورنسا، والأخيرة، واخذت المدينة تحت سيطرتها لبضع سنوات فقط. في السنوات التالية عاد استينسي إلى السلطة.استمرت هيمنتهم حتى غزو المنطقة من قبل الجيش الفرنسي بقيادة نابليون بونابرت
خلال الهيمنة الفرنسية، أصبحت كاستلنووفو واراضي لألب أبوان جزءا من جمهورية سيزالبين.
بعد انهيار الإمبراطورية النابليونية في عام 1814،أعيدت الملكية إلى الإستنسي الذين حكموها حتى توحيد إيطاليا عام 1861.

## المعالم السياحية الرئيسية
- روكا أريوستستيكا (قلعة أريوستو)، التي يعود تاريخها إلى القرن 12th وتضخمها كاستراكاني كاستراكاني كاستراني في القرن التالي. وهو يأخذ اسمه من الشاعر الإيطالي، الذي أقام هنا في 1522-1525 عندما كان حاكماً لغارفانينا لبيت إستي. وهي الآن موطن لمتحف أثري.
- و دومو (الكاتدرائية) القديسين. تم تشييد بطرس وبولس في القرن السادس عشر. الواجهة على طراز عصر النهضة، بينما التصميم الداخلي على الطراز الباروكي. وهي تشتمل على تيراكوتا منسوبة إلى أندريا ديل فيروكيو ولوحة رسمها دومينيكو غيرلاندايو تصور مادونا مع القديسين .
- الدير الكبوشيين
- قلعة مونت ألفونسو، التي بناها استينسي في أواخر القرن السادس عشر لتكون آخر معقل لهم قبل جمهورية لوكا.
- باركو ديل أوريكشيلا، حديقة طبيعية وحديقة نباتية
- تياترو الفييري

## المدن التوأم
- Dronero, Italy
- Marciana, Italy